# 秋野ひとみ (小説家)
秋野 ひとみ（あきの ひとみ、1962年5月10日 - ）は、日本の少女小説家。
代表作である『つかまえて』シリーズは100巻以上となる。主に、講談社X文庫ティーンズハート（刊行終了）で活躍。また、林瞳、小川夏野のペンネームでも小説を発表している。

## 作品リスト

### ななみシリーズ
- ななみ・海岸物語
- ななみ・東京物語
- ななみ・高原物語
- ななみ・早春物語（番外編）

### ESP戦記シリーズ
- 狙われた昨日
- 夢魔の放課後
- 真夜中への旅
- 呪われた教室
- 夢魔の迷宮
- 生きていた過去
- 盗まれた明日

### バンパイア・シティシリーズ
- バンパイア・シティ
- さよならは、いわないで
- あの日を忘れないで
- 幽霊たちのセレナーデ
- 吸血鬼なんかこわくないっ！
- 僕の大好きな吸血鬼
- あの娘に会わないで

### つかまえてシリーズ
日本国内で出版された少女小説の中では2024年現在でも最多の巻数となっている。
登場人物
- 工藤由香（くどう　ゆか、3月16日生、A型）
- 藍沢左記子（あいざわ　さきこ、1月1日生、B型）
- 小林宣彦（こばやし　のぶひこ、4月19日生、O型）
- 寺坂敦子（てらさか　あつこ、6月28日生、A型）
- 桜崎圭一郎（さくらざき　けいいちろう、5月11日生、A型）
- 桜崎圭二郎（さくらざき　けいじろう、11月11日生、A型）
- 菊地薫（きくち　かおる、8月2日生、O型）
- 山野容子（やまの　ようこ、11月5日生、B型）
- 竜堂明（りゅうどう　あきら、2月17日生、AB型）
- 長谷川瑠璃（はせがわ　るり、5月27日生、AB型）
- 神也慎之介（かみなり　しんのすけ、11月26日生、O型）
- 高山右京（たかやま　うきょう、3月27日生、O型）
- 速水青史（はやみ　せいし、12月3日生、B型）
- 律泉利文（りっせん　としふみ、9月29日生、AB型）
- 斎藤弘毅（さいとう　ひろき、9月7日生、A型）
- 斎藤かね子（さいとう　かねこ、7月23日生、O型）
- 高橋麻美（たかはし　まみ、12月31日生、B型）
- 横館勤（よこだて　つとむ、7月9日生、A型）
- 皆川亮一（みながわ　りょういち、10月8日生、O型）
- 星川輝彦（ほしかわ　てるひこ、9月15日生、B型）

作品一覧
- 夕暮れ時につかまえて
- 星降る夜につかまえて
- 朝陽の中でつかまえて
- 夢みるうちにつかまえて
- 素顔のままでつかまえて
- 苺畑でつかまえて
- ペーパームーンでつかまえて（上下巻）
- 眠りの森でつかまえて
- ダンスのあとでつかまえて
- 真夏の海辺でつかまえて
- ティファニーでつかまえて（上下巻）
- 最後はキスでつかまえて
- ミモザの庭でつかまえて
- 修学旅行でつかまえて（上下巻）
- 思い出をつかまえて
- 天使をつかまえて
- 春の窓辺でつかまえて
- 恋人たちをつかまえて（上下巻）
- 公園通りでつかまえて
- シンデレラをつかまえて
- 雨上がりにつかまえて
- レモンの木の下でつかまえて
- プールサイドでつかまえて（上下巻）
- 幽霊屋敷でつかまえて（上下巻）
- 夏の野原でつかまえて
- 葡萄畑でつかまえて
- 蜜月旅行（ハネムーン）でつかまえて（上下巻）
- 文化祭でつかまえて
- 王子様をつかまえて
- 謎の同窓会でつかまえて
- 白雪姫をつかまえて
- 彼の部屋でつかまえて
- 瞳を閉じてつかまえて
- 雪降る夜につかまえて
- 恐怖館（ホラーハウス）でつかまえて
- 抱きしめてつかまえて
- 涙のあとでつかまえて
- 悪夢館でつかまえて
- 星空の下でつかまえて
- お花畑でつかまえて
- 卒業旅行でつかまえて
- 誕生日の夜につかまえて
- 結婚式でつかまえて
- 怪しい新婚家庭（スイートホーム）でつかまえて
- 粉雪のなかでつかまえて
- 危ないデートでつかまえて
- 謎のキャンパスでつかまえて
- 新婚旅行でつかまえて
- 思い出の軽井沢でつかまえて
- 真夏の木陰でつかまえて
- ウェディング・ベルでつかまえて
- 怪しい別荘（サマーハウス）でつかまえて
- 謎のバレンタインでつかまえて
- 秘密の花園でつかまえて
- 感傷旅行（センチメンタル・ジャーニー）でつかまえて
- 危ない夏の夜につかまえて
- 緑の谷でつかまえて
- 仮面舞踏会（マスカレード）でつかまえて
- 月光小夜曲（ムーンライトセレナーデ）でつかまえて
- ガラスの城でつかまえて
- 木洩れ陽の下でつかまえて
- 星のステージでつかまえて
- 迷いの森でつかまえて
- 謎の船旅（ウェディング・クルーズ）でつかまえて
- 降霊会の夜（オカルト・ナイト）につかまえて
- 白い麦藁帽子でつかまえて
- 秘密の夏休みにつかまえて
- 思い出の樹の下でつかまえて
- 黄昏の扉をあけてつかまえて
- クリスマスイブにつかまえて
- お月さまのバルコニーでつかまえて
- 緑の風のなかでつかまえて
- 青い青い空の下でつかまえて
- 秋色の帰り道でつかまえて
- ハロウィーンの夜につかまえて
- キャンドル・ライトでつかまえて
- 花びらの舞う坂道でつかまえて
- やさしい雨のなかでつかまえて
- 星あかりの庭でつかまえて
- 思い出のカフェテラスでつかまえて
- 夢のつづきでつかまえて
- クリスマス・ツリーの下でつかまえて
- いっぱいのかすみ草でつかまえて
- ひこうき雲をつかまえて
- ひまわりの丘でつかまえて
- 海岸通りでつかまえて
- 謎のお茶会（ティーパーティ）でつかまえて
- 雪が降るまえにつかまえて
- しゃぼん玉の午後につかまえて
- モーニング・キッチンでつかまえて
- サンセット・ビーチでつかまえて
- 白い貝のイヤリングでつかまえて
- 黄昏の図書館でつかまえて
- リボンのない贈りものでつかまえて
- ラストシーンでつかまえて（上下巻）